# GNK Dinamo Zagreb
Maillots
Actualités
Le GNK Dinamo Zagreb est un club croate de football situé à Zagreb.
Il est domicilié  au Stade Maksimir de Zagreb. Son directeur est Velimir Zajec, sa mascotte est le lion Maksi.
Durant la saison 2006/2007, le club de la capitale croate battit tous les records en remportant le championnat avec 92 points sur 99 possibles.
Seul club croate ayant remporté une compétition européenne (en 1967), il mène à chaque saison un « Eternel Derby » (Vječni derbi) avec ses rivaux du Hajduk de Split pour le titre de champion national, dont il est aujourd'hui le détenteur. Il a obtenu 29 fois le titre de champion national et 23 fois la Coupe nationale (Croatie et Yougoslavie confondus).
Les joueurs du Dinamo ont pour surnoms les « Bleus de Zagreb » (Zagrebački plavi), les « Bleus » (Modri), les « Lions bleus » (Plavi lavovi) et « Ceux de Zagreb » (Purgeri).
On compte  qu'un tiers des habitants  de Zagreb  sont des supporters du Dinamo ;  les plus convaincus  s'appellent les Bad Blue Boys, nom inspiré par le film Bad Boys de 1983 (« Les mauvais garçons »), avec Sean Penn dans le rôle principal.

## Histoire

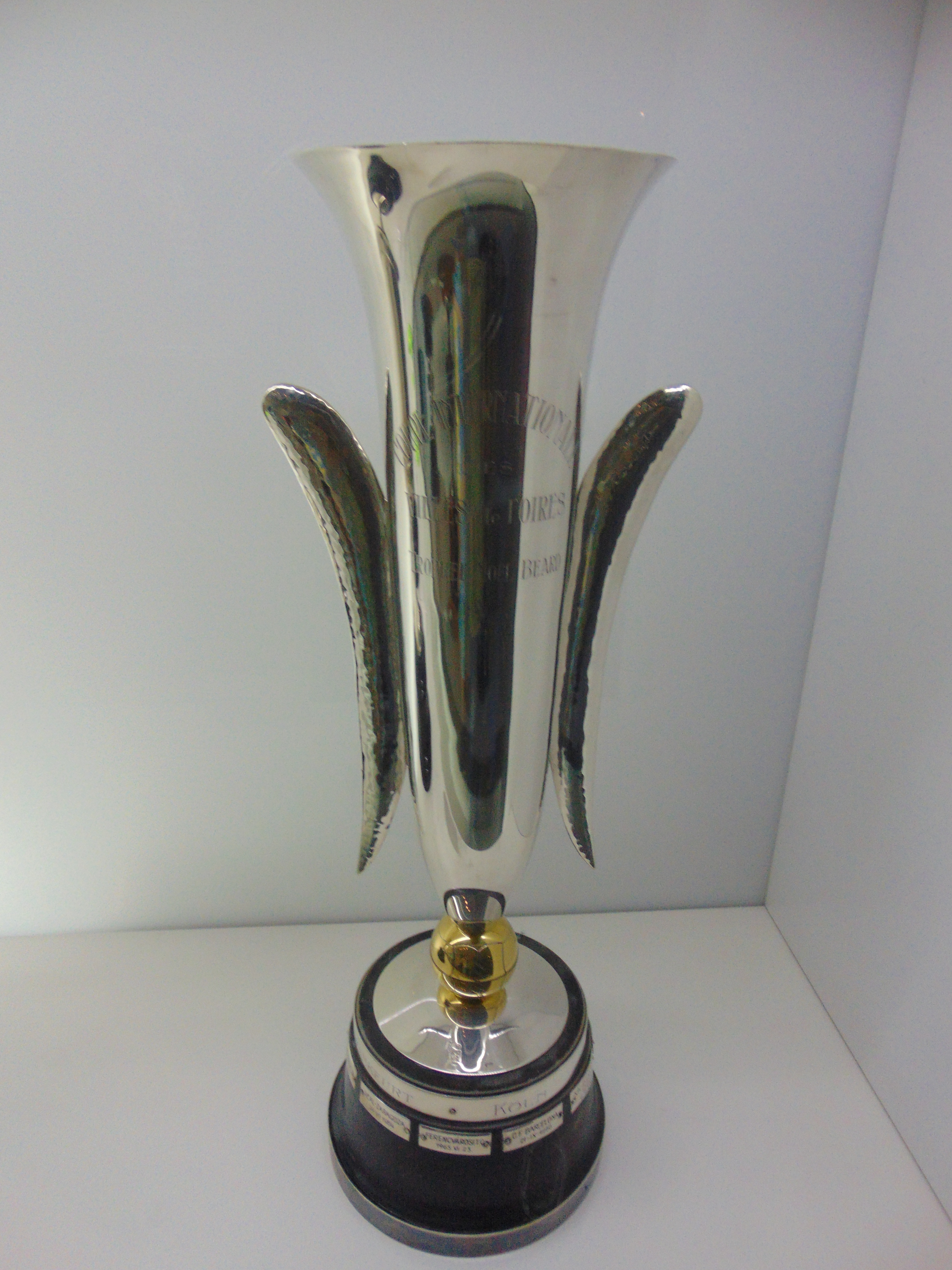
Le Dinamo Zagreb remporte la Coupe des villes de foires en 1967.

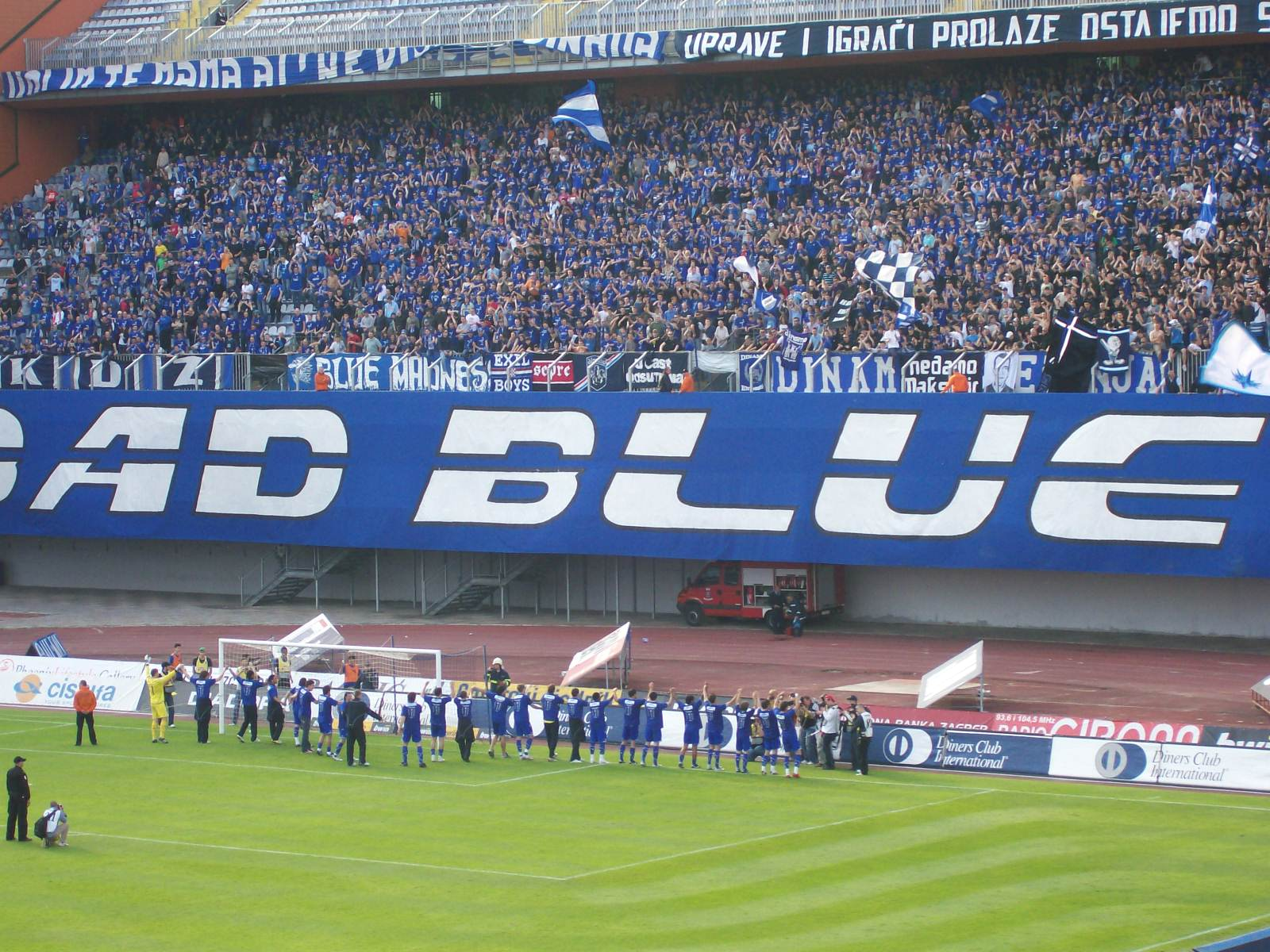
Joueurs remerciant les supporters.

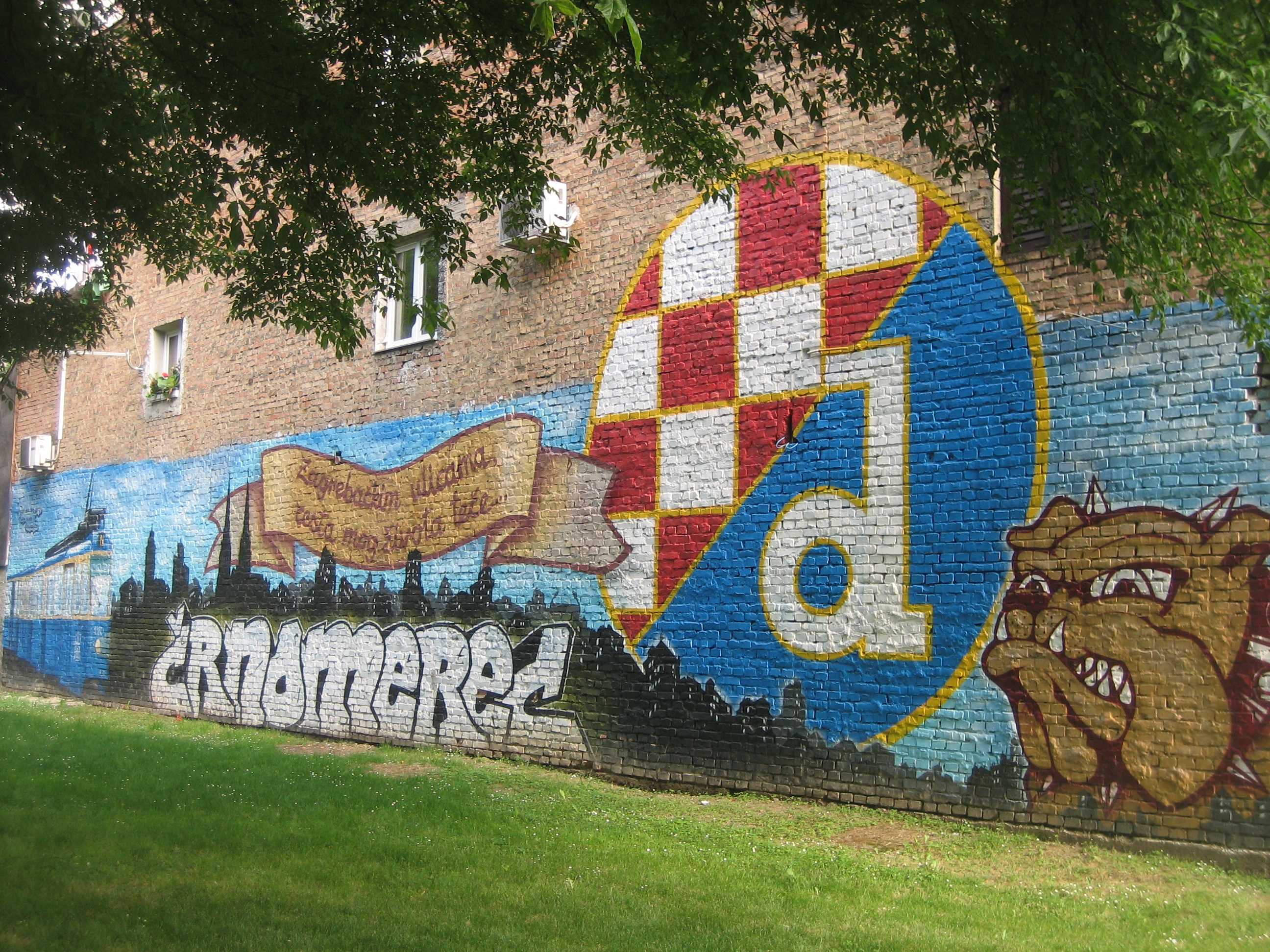
Murale de supporters du club sur les murs de Zagreb

Le club a été créé le 9 juin 1945 par les autorités communistes qui avaient supprimé  les clubs existant avant la guerre. C'est le Commissaire aux sports Ivica Medarić (ancien joueur du HAŠK — Hrvatski Akademski Športski Klub — puis du Građanski) qui a proposé le même nom que le Dinamo de Moscou, qui a été choisi à cause des relations étroites avec l'URSS.
Il a repris la tradition, notamment la tenue bleue et le surnom de Purgeri du club HŠK Građanski (Hrvatski Športski Klub Građanski --"Club Sportif Croate de la Ville") créé le 26 avril 1911. Depuis 1969, son emblème  est très semblable à celui du Građanski.
Les différents noms du club :
- de 1945 à 1991 : Dinamo Zagreb.
- En juin 1991, le nom est changé comme imposé  par l'ancien régime communiste : HAŠK-Građanski
- En 1993 : Croatia Zagreb
- Depuis février 2000, après la mort du président Tuđman et l'arrivée au pouvoir d'un gouvernement social-démocrate, son nom est redevenu Dinamo.

Le joueur qui a participé  au plus grand nombre de matchs pour le Dinamo, 802, est Dražen Ladić ; le meilleur buteur est Igor Cvitanović avec 304 buts marqués. Le plus ancien joueur est le capitaine Tomislav Crnković.
Le Dinamo Zagreb est sacré champion de Croatie pour la 22e fois de son histoire lors de la saison 2020-2021, assurant son titre à trois journées de la fin, à l'issue de la 33e journée.

## Bilan sportif

### Palmarès
| Compétitions nationales | Anciennes compétitions nationales | Compétitions internationales                                                                                          |
| - Championnat de Croatie - Champion (25) : 1993, 1996, 1997, 1998, 1999, 2000, 2003, 2006, 2007, 2008, 2009, 2010, 2011, 2012, 2013, 2014, 2015, 2016, 2018, 2019, 2020, 2021, 2022, 2023, 2024. - Vice-champion (5) : 1995, 2001, 2004, 2017, 2025. - Coupe de Croatie - Vainqueur (17) : 1994, 1996, 1997, 1998, 2001, 2002, 2004, 2007, 2008, 2009, 2011, 2012, 2015, 2016, 2018, 2021, 2024. - Finaliste (4) : 1992, 1993, 1995, 2000, 2014, 2017 et 2019. - Supercoupe de Croatie - Vainqueur (8) : 2002, 2003, 2006, 2010, 2013, 2019, 2022 et 2023 - Finaliste (4) : 1993, 1994, 2004, 2014. | - Championnat de Yougoslavie - Champion (4) : 1948, 1954, 1958, 1982 - Vice-champion (11) : 1947, 1951, 1960, 1963, 1966, 1967, 1969, 1977, 1979, 1990, 1991. - Coupe de Yougoslavie - Vainqueur (7) : 1951, 1960, 1963, 1965, 1969, 1980, 1983 - Finaliste (8) : 1950, 1964, 1966, 1972, 1976, 1982, 1985, 1986 - Supercoupe de Yougoslavie - Finaliste : 1969 | - Coupe des villes de foires - Vainqueur (1) : 1967 - Finaliste (1) : 1963 - Coupe des Balkans - Vainqueur (1) : 1977 |

### Bilan européen
| Compétition                | P  | M   | V   | N  | D   | BP  | BC  | Diff. |
| -------------------------- | -- | --- | --- | -- | --- | --- | --- | ----- |
| Ligue des champions (C1)   | 26 | 168 | 72  | 35 | 61  | 255 | 237 | +18   |
| Coupe des coupes (C2)      | 9  | 31  | 11  | 6  | 14  | 31  | 38  | -7    |
| Ligue Europa (C3)          | 27 | 139 | 56  | 31 | 52  | 201 | 168 | +33   |
| Ligue Conférence (C4)      | 1  | 10  | 5   | 1  | 4   | 15  | 11  | +4    |
| Coupe des villes de foires | 6  | 39  | 16  | 10 | 13  | 65  | 47  | +18   |
| Total                      | 69 | 389 | 160 | 83 | 146 | 268 | 504 | +64   |

## Joueurs et personnalités du club

### Légendes du club
Tout au long de son histoire, le Dinamo Zagreb a eu dans son effectif de grands joueurs qui pour la plupart ont été internationaux.
| Joueurs         | Carrière au club                  | Matchs |
| --------------- | --------------------------------- | ------ |
| Dražen Ladić    | 1986-2000                         | 802    |
| Marko Mlinarić  | 1977-1987 / 1995-1996             | 613    |
| Srećko Bogdan   | 1974-1985                         | 595    |
| Zlatko Kranjčar | 1973-1983                         | 556    |
| Drago Vabec     | 1968–1977 / 1977–1979 / 1983–1984 | 529    |
| Mladen Ramljak  | 1962–1973                         | 523    |
| Damir Lesjak    | 1986–1995                         | 510    |
| Slavko Ištvanić | 1983–1995                         | 507    |
| Ivan Horvat     | 1945–1957                         | 507    |
| Igor Cvitanović | 1989–1997 / 1999–2002             | 503    |

| Joueurs          | Carrière au club                  | Buts |
| ---------------- | --------------------------------- | ---- |
| Igor Cvitanović  | 1989–1997 / 1999–2002             | 304  |
| Dražan Jerković  | 1954–1965                         | 300  |
| Snježan Cerin    | 1936-1949 / 1951-1952             | 295  |
| Zlatko Kranjčar  | 1976–1986                         | 295  |
| Slaven Zambata   | 1959–1969 / 1972–1973             | 277  |
| Željko Čajkovski | 1946–1956                         | 249  |
| Franjo Wölfl     | 1945–1953                         | 245  |
| Aleksandar Benko | 1947–1958                         | 235  |
| Drago Vabec      | 1968–1977 / 1977–1979 / 1983–1984 | 183  |
| Mislav Oršić     | 2018-                             | 89   |

### Entraîneurs
La liste suivante présente les différents entraîneurs connus du club depuis 1945.
- Márton Bukovi (1945-1947)
- Mirko Kokotović (1947)
- Karl Mütsch (1948)
- Franjo Glaser (1948-1949)
- Bruno Knežević (1949)
- Bernard Hügl (1950-1952)
- Milan Antolković (1952-1953)
- Ivan Jazbinšek (1953-1955)
- Bogdan Cuvaj (1956)
- Milan Antolković (1957)
- Gustav Lechner (1957-1958)
- Milan Antolković (1959-1960)
- Márton Bukovi (1960-1961)
- Milan Antolković (1961-1964)
- Vlatko Konjevod (1964-1965)
- Branko Zebec (1965-1967)
- Ivica Horvat (1967-1970)
- Zlatko Čajkovski (1970-1971)
- Dražan Jerković (1971-1972)
- Stjepan Bobek (1972)
- Domagoj Kapetanović (1973)
- Ivan Marković (1973-1974)
- Mirko Bazić (1974-1977)
- Rudolf Belin (1977-1978)
- Vlatko Marković (1978-1980)
- Ivan Marković (1980)
- Miroslav Blažević (1980-1983)
- Rudolf Belin (1983)
- Vlatko Marković (1983)
- Branko Zebec (1984)
- Tomislav Ivić (1984-1985)
- Zdenko Kobešćak (1985)
- Miroslav Blažević (1986-1988)
- Josip Skoblar (1988-1989)
- Rudolf Belin (1989)
- Josip Kuže (1989-1990)
- Vlatko Marković (1990-1991)
- Zdenko Kobešćak (1991-1992)
- Vlatko Marković (1992)
- Miroslav Blažević (1992-1994)
- Ivan Bedi (1994)
- Zlatko Kranjčar (1994-1996)
- Otto Barić (1996-1997)
- Marijan Vlak (1997-1998)
- Zlatko Kranjčar (1998)
- Ivan Bedi & Hrvoje Braović (1998)
- Velimir Zajec (1998-1999)
- Ilija Lončarević (1999)
- Osvaldo Ardiles (1999)
- Marijan Vlak (1999-2000)
- Hrvoje Braović (2000-2001)
- Ilija Lončarević (2001-2002)
- Marijan Vlak (2002)
- Miroslav Blažević (2002-2003)
- Nikola Jurčević (2003-2004)
- Đuro Bago (2004)
- Nenad Gračan (septembre 2004-décembre 2004)
- Ilija Lončarević (2005)
- Zvjezdan Cvetković (2005)
- Josip Kuže (juin 2005-novembre 2006)
- Branko Ivanković (novembre 2006-janvier 2008)
- Zvonimir Soldo (janvier 2008-mai 2008)
- Branko Ivanković (juillet 2008-novembre 2008)
- Marijan Vlak (novembre 2008-mars 2009)
- Krunoslav Jurčić (mars 2009-mai 2010)
- Velimir Zajec (mai 2010-août 2010)
- Vahid Halilhodžić (août 2010-mai 2011)
- Krunoslav Jurčić (mai 2011-décembre 2011)
- Ante Čačić (décembre 2011-novembre 2012)
- Krunoslav Jurčić (novembre 2012-août 2013)
- Branko Ivanković (septembre 2013-octobre 2013)
- Zoran Mamić (octobre 2013-juin 2016)
- Zlatko Kranjcar (juillet 2016-septembre 2016)
- Ivaylo Petev (septembre 2016-juillet 2017)
- Mario Cvitanović (2017-mars 2018)
- Nikola Jurčević (mars 2018-mai 2018)
- Nenad Bjelica (mai 2018-avril 2020)
- Igor Jovićević (avril 2020-juillet 2020)
- Zoran Mamić (juillet 2020-mars 2021)

### Effectif professionnel actuel
En grisé, les sélections de joueurs internationaux chez les jeunes mais n'ayant jamais été appelés aux échelons supérieurs une fois l'âge-limite dépassé ou les joueurs ayant pris leur retraite internationale.

### Joueurs emblématiques
- Milan Antolković
- Milan Badelj
- Boško Balaban
- Mario Bazina
- Fatos Bećiraj
- Igor Bišćan
- Zvonimir Boban
- Eddy Bosnar
- Marcelo Brozović
- Tomislav Butina
- Snježan Cerin
- Boštjan Cesar
- Leandro Cufré
- Igor Cvitanović
- Hrvoje Čale
- Marijan Čerček
- Duje Čop
- Vedran Ćorluka
- Stjepan Deverić
- Dino Drpić
- Eduardo
- Alen Halilović
- Ivica Horvat
- Tomislav Ivković
- Dražan Jerković
- Goran Jurić
- Nikola Jurčević
- Krunoslav Jurčić
- Ivan Kelava
- Georg Koch
- Robert Kovač
- Mateo Kovačić
- Ardian Kozniku
- Niko Kranjčar
- Zlatko Kranjčar
- Dražen Ladić
- Jerko Leko
- August Lešnik
- Dejan Lovren
- Zoran Mamić
- Mario Mandžukić
- Silvio Marić
- Vlatko Marković
- Hernán Medford
- Andre Mijatović
- Mihael Mikić
- Dumitru Mitu
- Kazuyoshi Miura
- Marko Mlinarić
- Luka Modrić
- Pedro Morales
- Edin Mujčin
- Jens Nowotny
- Ivica Olić
- Dimitrios Papadopoulos
- Alen Peternac
- Nikola Pokrivač
- Danijel Pranjić
- Robert Prosinečki
- Mladen Ramljak
- Krasnodar Rora
- Tomislav Rukavina
- Sammir
- Gordon Schildenfeld
- Goce Sedloski
- Zvonimir Soldo
- Silvio Spann
- Mario Stanić
- Branko Strupar
- Dario Šimić
- Josip Šimunić
- Tomislav Šokota
- Davor Šuker
- Mario Tokić
- Stjepan Tomas
- Drago Vabec
- Domagoj Vida
- Mark Viduka
- Goran Vlaović
- Ivica Vrdoljak
- Šime Vrsaljko
- Davor Vugrinec
- Ognjen Vukojević
- Franjo Wölfl
- Velimir Zajec
- Slaven Zambata
- Hilal Soudani
- Dani Olmo